# Java
|  | Per a altres significats, vegeu «Java (desambiguació)». |

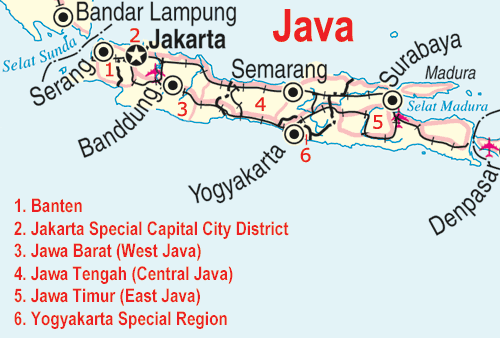
Mapa de Java

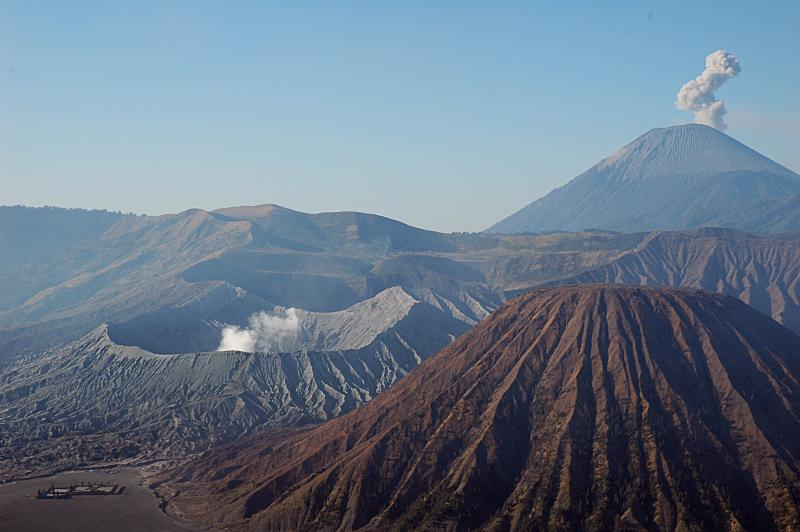
Els volcans Semeru i Bromo, a Java oriental

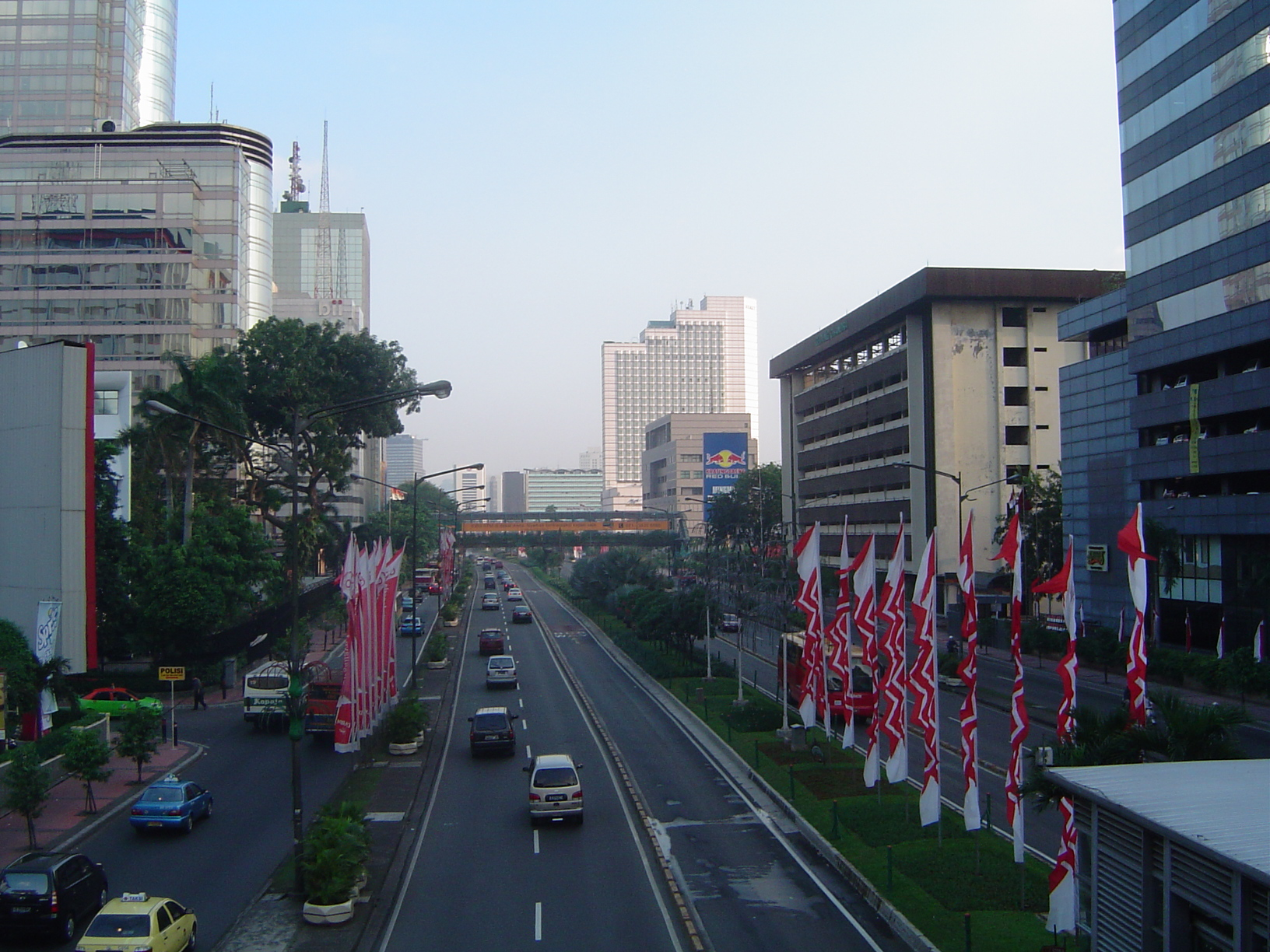
El centre de Jakarta

Java (en indonesi, javanès i sondanès Jawa) és una illa d'Indonèsia, on es troba la capital de l'estat, Jakarta. És l'illa més poblada del món i una de les regions més densament poblades del planeta. Antigament, fou un poderós regne hindú i, en temps colonials, ha estat el territori principal dels dominats per la Companyia Neerlandesa de les Índies Orientals. Actualment, l'illa té un paper predominant en la vida econòmica i política d'Indonèsia.

## Etimologia
Els orígens del nom Java no estan clars. Una possibilitat és que l'illa rebé el nom de la planta jáwa-wut, que es deia que era comuna a l'illa durant l'època, i que abans de la indianització l'illa tenia noms diferents. Hi ha altres fonts possibles: la paraula jaú i les seves variacions volen dir més enllà o lluny. I, en sànscrit, yava significa ordi, una planta per la qual l'illa era famosa. Yavadvipa s'esmenta a l'èpica més antiga de l'Índia, el Ramayana. Sugriva, el cap de l'exèrcit de Rama, va enviar els seus homes a Yavadvipa, l'illa de Java, a la recerca de Sita. Per això es va referir a l'Índia amb el nom sànscrit yāvaka dvīpa (dvīpa = illa). Java s'esmenta a l'antic text tàmil Manimekalai de Chithalai Chathanar que afirma que Java tenia un regne amb una capital anomenada Nagapuram. Una altra font afirma que la paraula Java deriva d'una paraula d'arrel protoaustronesia, que significa llar. La gran illa de Iabadiu o Jabadiu va ser esmentada a la Geographia de Ptolemeu composta cap al 150 dC a l'Imperi Romà. Es diu que Iabadiu significa illa de l'ordi, és rica en or i té una ciutat de plata anomenada Argyra a l'extrem oest. El nom indica Java i sembla derivar del nom sànscrit Java-dvipa (Yavadvipa).
Les notícies anuals de Songshu i Liangshu (segle V d.C.) es referien a Java com a 闍婆 (She-pó o She-bó), He-ling (640–818), després l'anomenaven She-po de nou fins a la dinastia Yuan (1271). –1368), on van començar a esmentar 爪哇 (Zhao-Wa o Chao-Wa). Segons el llibre de Ma Huan (el Yingya Shenlan), els xinesos anomenaven Java Chao-Wa, i l'illa es deia She-po en el passat. Sulaiman al-Tajir al-Sirafi va esmentar dues illes notables que separaven Aràbia i la Xina: una és l'Al-Rami de 800 farsakh, que s'identifica com Sumatra, i l'altra és Zabaj (àrab: الزابج, indonesi: Sabak), 400 farsakh de llarg, identificat com a Java. Quan Joan de Marignolli va tornar de la Xina a Avinyó, va romandre uns mesos al Regne de Saba, que segons ell tenia molts elefants i que estava dirigit per una reina; Saba pot ser la seva interpretació de She-bó. Afanasij Nikitin, un comerciant de Tver (a Rússia), va viatjar a l'Índia el 1466 i va descriure la terra de java, que va anomenar шабайте (shabait/šabajte).

## Història

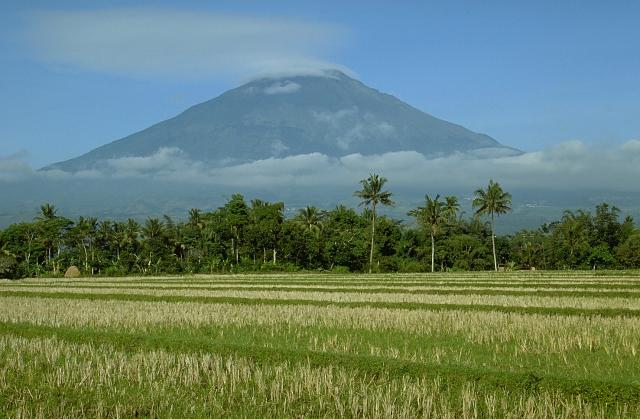
Mont Sumbing envoltat de camps d'arròs. La topografia volcànica de Java i les riques terres agrícoles són els factors fonamentals de la seva història.

Restes fossilitzades de l'Homo erectus, conegut popularment com l'home de Java, que daten de l'1,3 milions d'anys es van trobar al llarg de la riba del riu Bengawan Solo.
L'excepcional fertilitat i les pluges de l'illa van permetre el desenvolupament del cultiu d'arròs en camp humit, que requeria nivells sofisticats de cooperació entre pobles. A partir d'aquestes aliances de pobles, es van desenvolupar petits regnes. La cadena de muntanyes volcàniques i les terres altes associades al llarg de Java van mantenir les seves regions interiors i els seus pobles separats i relativament aïllats. Abans de l'arribada dels estats islàmics i del colonialisme europeu, els rius eren el principal mitjà de comunicació, tot i que els nombrosos rius de Java són majoritàriament curts. Només el riu Brantas i el riu Solo podien proporcionar comunicació a llarga distància i d'aquesta manera les seves valls donaven suport als centres dels principals regnes. Es creu que a Java es va establir un sistema de carreteres, ponts permanents i portes de peatge almenys a mitjans del segle XVII. Els poders locals podrien interrompre les rutes com ho podria fer la temporada de pluja i l'ús de les carreteres depenia molt del manteniment constant. En conseqüència, la comunicació entre la població de Java era difícil.

L'aparició de la civilització a l'illa de Java s'associa sovint amb l'arribada d’Aji Saka l'any 78 dC. Encara que es diu que Aji Saka és el portador de la civilització a Java, la història va rebre diverses objeccions i refutacions d'altres fonts històriques. El Ramayana de Valmiki, fet cap al 500 aC, registra que Java ja tenia una organització governamental molt abans de la història:
| « | Yawadwipa està decorada amb set regnes, illes d'or i plata, riques en mines d'or, i hi ha la muntanya Cicira (fred) que toca el cel amb el seu cim. | » |

El geògraf grec Ptolemeu va anomenar l'illa Yabadiou o Sabadiou (grec antic: Ιαβαδίου or Σαβαδίου ).
Segons el registre xinès Míng Shǐ, el regne javanès va ser fundat l'any 65 aC, o 143 anys abans que comencés la història d'Aji Saka.
La història d'Aji Saka és una història neojavanesa. Aquesta història encara no s'ha trobat rellevant en el text javanès antic. Aquesta història explica esdeveniments del passat al regne de Medang Kamulan a Java. En aquell moment, el rei de Medang Kamulan Prabu Dewata Cengkar va ser substituït per Aji Saka. Aquesta història es considera com una al·legoria de l'entrada dels indis a Java. En referència a la informació de la dinastia Liang, el regne javanès es va dividir en dos: el regne pre-hinduisme i el regne post-hinduista, que va començar l'any 78 dC.

### Època dels regnes hindú-budistes

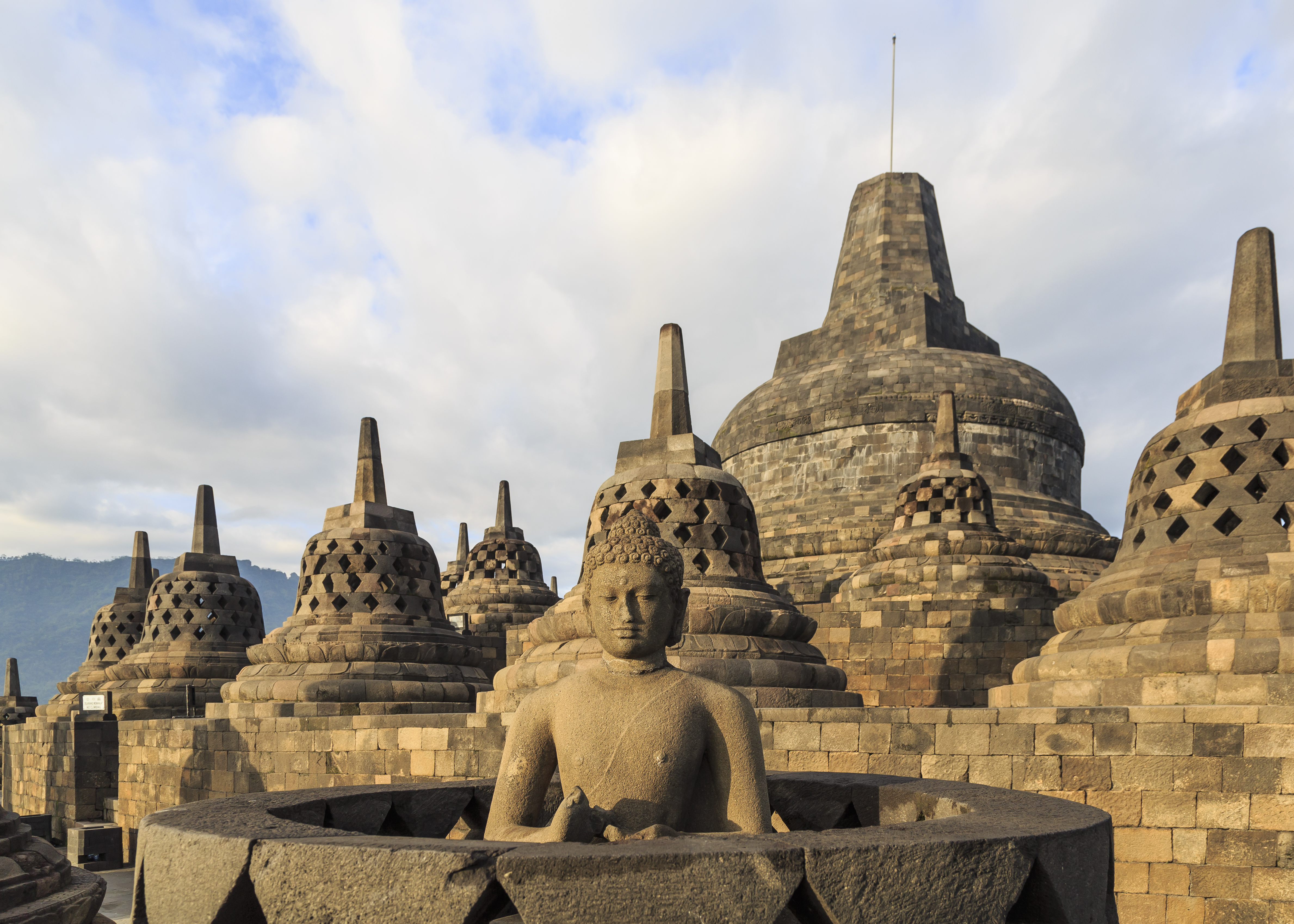
L'estupa budista de Borobudur del segle IX a Java central

Els regnes Taruma i Sunda de l'oest de Java van aparèixer als segles IV i VII respectivament, mentre que el Regne Kalingga va enviar ambaixades a la Xina a partir de l'any 640. Tanmateix, el primer principat important va ser el Regne de Mataram que es va fundar al centre de Java a principis del segle VIII. La religió de Mataram es va centrar en el déu hindú Shiva, i el regne va produir uns quants dels primers temples hindúes de Java a l’altiplà de Dieng. Al voltant del segle VIII, la dinastia Sailendra es va alçar a la plana de Kedu i es va convertir en la patrona del budisme mahayana. Aquest antic regne va construir monuments com Borobudur i Prambanan del segle IX al centre de Java.
Al voltant del segle x, el centre de poder es va traslladar del centre a l'est de Java. Els regnes javanesos orientals de Kediri, Singhasari i Majapahit depenien principalment de l'agricultura de l'arròs, però també van exercir el comerç dins de l'arxipèlag d'Indonèsia, i amb la Xina i l'Índia. Majapahit va ser establert per Wijaya, i al final del regnat de Hayam Wuruk (r. 1350–89) va reclamar la sobirania sobre tot l'arxipèlag indonèsia, encara que probablement el control es limitava a Java, Bali i Madura. El primer ministre de Hayam Wuruk, Gajah Mada, va dirigir moltes de les conquestes territorials del regne. Els regnes javanesos anteriors tenien el seu poder basat en l'agricultura, però, Majapahit va prendre el control dels ports i les vies de navegació i es va convertir en el primer Imperi comercial de Java. Amb la mort de Hayam Wuruk i l’arribada de l'islam a Indonèsia, Majapahit va entrar en declivi.

### Expansió de l'islam i ascens dels sultanats islàmics
L'islam es va convertir en la religió dominant a Java a finals del segle XVI. Durant aquesta època, els regnes islàmics de Demak, Cirebon i Banten van ser ascendents. El sultanat de Mataram es va convertir en la potència dominant de Java central i oriental a finals del segle XVI. Els principats de Surabaya i Cirebon van ser finalment sotmesos de manera que només Mataram i Banten van quedar per enfrontar-se als holandesos al segle XVII.

### Èpoques colonials

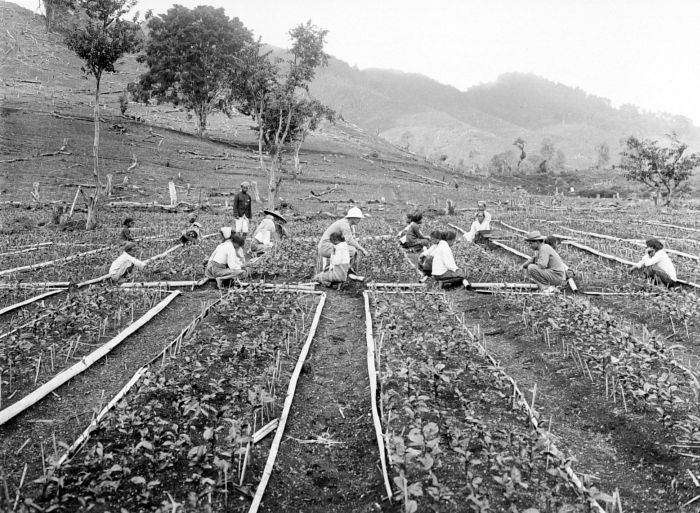
Plantació de te a Java durant el període colonial holandès, en o abans de 1926

El contacte de Java amb les potències colonials europees va començar el 1522 amb un tractat entre el regne de la Sonda i els portuguesos a Malaca. Després del seu fracàs, la presència portuguesa es va limitar a Malaca i a les illes orientals. El 1596, una expedició de quatre vaixells dirigida per Cornelis de Houtman va ser el primer contacte holandès amb Indonèsia. A finals del segle XVIII els holandesos havien estès la seva influència sobre els sultanats de l'interior a través de la Companyia Holandesa de les Índies Orientals a Indonèsia. El conflicte intern va impedir que els javanesos formessin aliances efectives contra els holandesos. Les restes del Mataram van sobreviure com els principats de Surakarta (Solo) i Yogyakarta. Els reis javanesos afirmaven governar amb autoritat divina i els holandesos els van ajudar a preservar les restes d'una aristocràcia javanesa confirmant-los com a regents o funcionaris de districte dins de l'administració colonial.
El paper principal de Java durant la primera part del període colonial va ser com a productor d'arròs. A les illes productores d'espècies com Banda, l'arròs s'importava regularment de Java, per suplir la manca de mitjans de subsistència.

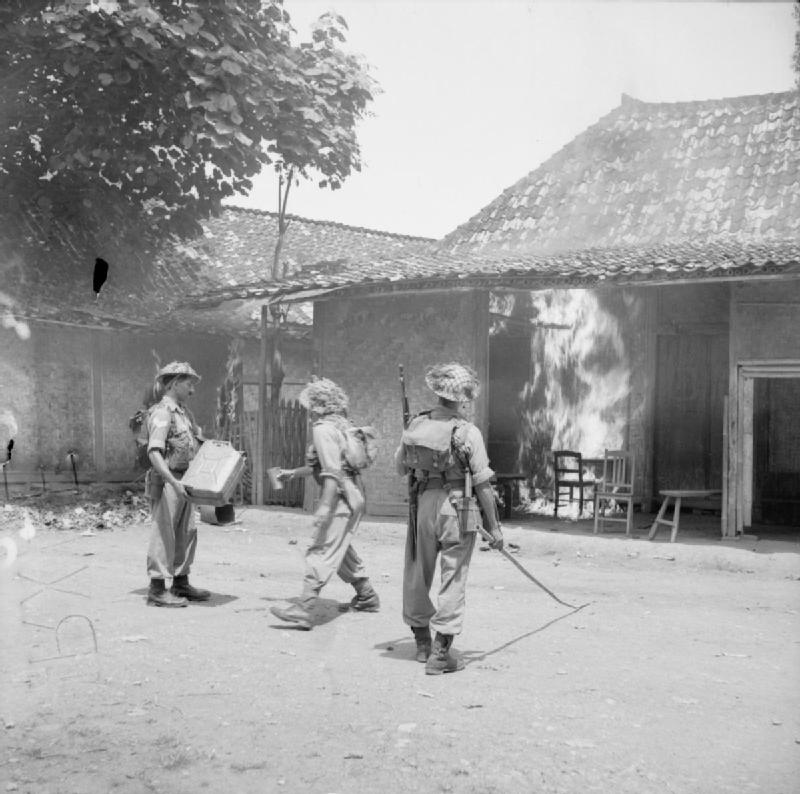
Ocupació britànica de Java; homes dels sapadors i miners de Bengala cremen cases al poble de Bekasi com a represàlia per l'assassinat de cinc membres de la Royal Air Force i vint fusellers de Maharatta l'avió de transport Dakota dels quals es va estavellar a prop del poble.

Durant les guerres napoleòniques a Europa, els Països Baixos van caure en mans de França, així com la seva colònia a les Índies Orientals. Durant l'efímera administració de Daendels, quan el mandatari francès governava a Java, la construcció de la Great Post Road es va iniciar el 1808. La carretera, que abastava des d’Anyer a Java occidental fins a Panarukan a Java oriental, va servir com a ruta de subministrament militar i es va utilitzar per defensar Java de la invasió britànica. El 1811, Java va ser capturada pels britànics, convertint-se en una possessió de l'Imperi Britànic, i Sir Stamford Raffles va ser nomenat governador de l'illa. El 1814, Java va ser retornada als holandesos sota els termes del Tractat de París.
El 1815, potser hi havia cinc milions de persones a Java. A la segona meitat del segle XVIII, els esclats de població van començar als districtes de la costa central-nord de Java, i al segle XIX la població va créixer ràpidament a tota l'illa. Els factors del gran creixement de la població són l'impacte del domini colonial holandès, inclosa la fi imposada de la guerra civil a Java, l'augment de l'àrea de cultiu d'arròs i la introducció de plantes alimentàries com la mandioca i el blat de moro que podrien mantenir poblacions que no podien sostenir. pagar l'arròs. Altres atribueixen el creixement a les càrregues fiscals i a l'augment de l'expansió de l'ocupació sota el Sistema de Conreu, al qual les parelles van respondre tenint més fills amb l'esperança d'augmentar la capacitat de les seves famílies per pagar impostos i comprar béns. El còlera va cobrar 100.000 vides a Java el 1820.

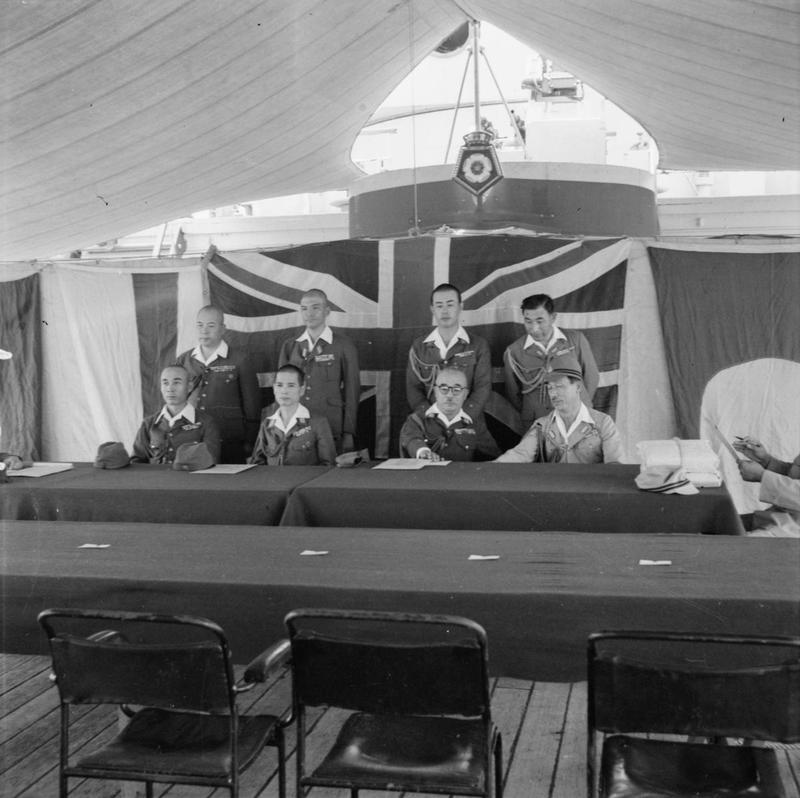
Els japonesos es preparen per discutir els termes de la rendició amb les forces aliades britàniques a Java, 1945.

L'arribada de camions i ferrocarrils on abans només hi havia hagut búfals i carros, sistemes de telègraf i sistemes de distribució més coordinats sota el govern colonial van contribuir a l'eliminació de la fam a Java i, al seu torn, al creixement de la població. No hi va haver fams significatives a Java des de la Dècada de 1840 fins a l’ocupació japonesa a la Dècada del 1940. No obstant això, altres fonts van afirmar que el sistema de cultiu holandès està relacionat amb fam i epidèmies a la Dècada de 1840, primer a Cirebon i després a Java central, ja que s'havien de conrear cultius comercials com l'índig i el sucre en comptes de l'arròs.

### Independència
El nacionalisme indonesi es va implantar per primera vegada a Java a principis del segle xx, i la lluita per assegurar la independència del país després de la Segona Guerra Mundial es va centrar a Java. El 1949 es va reconèixer la independència d'Indonèsia.

## Geografia física
Java és una illa allargassada de 126.700 km² (la 13a més gran del món) situada entre Sumatra a l'oest, de la qual la separa l'estret de la Sonda; Borneo al nord, separada per la mar de Java; Madura al nord-est, separada per l'estret de Madura, i Bali a l'est, separada per l'estret de Bali. Al sud, la banya l'oceà Índic, que la separa de l'illa de Christmas.
L'illa és gairebé tota d'origen volcànic: conté 38 volcans, uns quants dels quals actius. El riu principal és el Bengawan Solo, d'uns 540 km de longitud; neix al centre de Java, vora el volcà Tawu, va cap al nord i després en direcció est, i desemboca a la mar de Java, prop de Surabaya.

## Geografia humana
A Java hi ha la capital d'Indonèsia, Jakarta. Entre les destinacions turístiques més populars de l'illa, hi ha la ciutat de Yogyakarta, Borobudur, una impressionant stupa budista i l'antic temple hindú de Prambanan, el temple més gran de Java.
Java és, de molt, l'illa més poblada d'Indonèsia: alberga gairebé el 60% de la població total de l'estat. Amb una superfície de 126.700 km² i 124 milions d'habitants el 2005, té una densitat de 981 hab/km². Si estiguéssim parlant d'un estat independent, seria el segon més densament poblat del món després de Bangladesh i deixant de banda algunes minúscules ciutats estat.
D'ençà de la dècada del 1970, el govern indonesi porta a terme un programa de transmigració que pretén ressituar la població de Java en altres illes indonèsies menys poblades. Aquest programa està tenint resultats desiguals, i de vegades ha estat causa de conflictes entre els residents locals i els nouvinguts.
La població de Java parla principalment javanès, sondanès, balinès i madurès, juntament amb altres llengües minoritàries com el betawi, les variants banyumasà i tenggerès (del javanès), el kanekès, el bantenès (variant del sondanès), l'osing i el kangeanès. La majoria parlen també l'indonesi com a segona llengua.

Mapa de les llengües majoritàries parlades a l'illa de Java

La majoria de la població és de religió musulmana (un 93%), amb una petita proporció (1-2%) de població hindú escampada per tota l'illa, però sobretot concentrada a la costa oriental propera a Bali. També hi ha algunes comunitats cristianes (2-3%) i budistes.

## Divisió administrativa
L'illa es divideix en 4 províncies, 1 regió especial* (daerah istimewa) i 1 districte especial de la capital** (daerah khusus ibukota):
- Banten
- Jakarta**
- Java Occidental (Jawa Barat)
- Java Central (Jawa Tengah)
- Java Oriental (Jawa Timur)
- Yogyakarta